# Eno Raud
Eno Raud (15 tháng 2, 1928 Tartu - 10 tháng 7, 1996 Haapsalu) là một nhà văn, nhà thơ nổi tiếng Estonia. Ông đặc biệt thành công với các tác phẩm văn xuôi viết cho thanh - thiếu niên.

## Tác phẩm

### Proosa
- "Roostevaba mõõk" (1957)
- "Sõjakirves on välja kaevatud" (1959)
- "Mõru kook" (1959)
- "Kurjad mehikesed" (1961)
- "Rein karuradadel" (1962)
- "Sipsik" (1962)
- "Anu và Sipsik" (1970)
- "Põdrasõit" (1965)
- "Xe tay ga" (1965)
- "Trực thăng và cối xay gió" (1966)
- "Peep ja sõnad" (1967)
- "Lửa trong thành phố sẩm tối" (1967)
- "Etturid" (1968)
- "Päris kriminaalne lugu" (1968)
- "Huviline filmikaamera" (1969)
- "Lugu lendavate taldrikutega" (1969)
- "Telepaatiline lugu" (1970)
- "Karu maja" (1972)
- "Konn ja ekskavaator" (1972)
- "Toonekurg vahipostil" (1974)
- "Väike autoraamat" (1974)
- "Naksitrallid. Esimene raamat" (1972)
- "Naksitrallid. Teine raamat" (1975)
- "Jälle need naksitrallid. Esimene raamat" (1979)
- "Jälle need naksitrallid. Teine raamat" (1982)
- "Märgutuled Padalaiul" (1977)
- "Ninatark muna" (1980)
- "Suvejutte veski alt" (1982)
- "Mèo và Chuột" (1985)
- "Siniste kaantega klade" (1993)

### Thơ
- "Kalakari salakaril" (1975)
- "Käbi käbihäbi" (1977)
- "Padakonna vada" (1985)
- "Kilul oli vilu" (1987)
- "Kala kõnnib jala" (1997)